# Orcenais
Orcenais är en kommun i departementet Cher i regionen Centre-Val de Loire i de centrala delarna av Frankrike. Kommunen ligger  i kantonen Saint-Amand-Montrond som tillhör arrondissementet Saint-Amand-Montrond. År 2022 hade Orcenais 242 invånare.

## Befolkningsutveckling
Antalet invånare i kommunen Orcenais
Referens:INSEE